# Simulium noroense
Simulium noroense är en tvåvingeart som beskrevs av Takaoka och Suzuki 1995. Simulium noroense ingår i släktet Simulium och familjen knott. Inga underarter finns listade i Catalogue of Life.